# Трофимов (хутор)
Трофимов — хутор в Константиновском районе Ростовской области России. Входит в Почтовское сельское поселение.

## География
Находится у балки Ближняя Россошь

### Улицы
- ул. Гореловская,
- ул. Горовая,
- ул. Ракушенская,
- ул. Садовая,
- ул. Степная,
- пер. Ильинский.

## Население
| 2010 |
| ---- |
| 188  |

## Известные жители, уроженцы
В хуторе Трофимов окончил школу Иванов, Герман Григорьевич, будущий советский передовик производства, полный кавалер ордена Трудовой Славы.